# Parc de butxaca

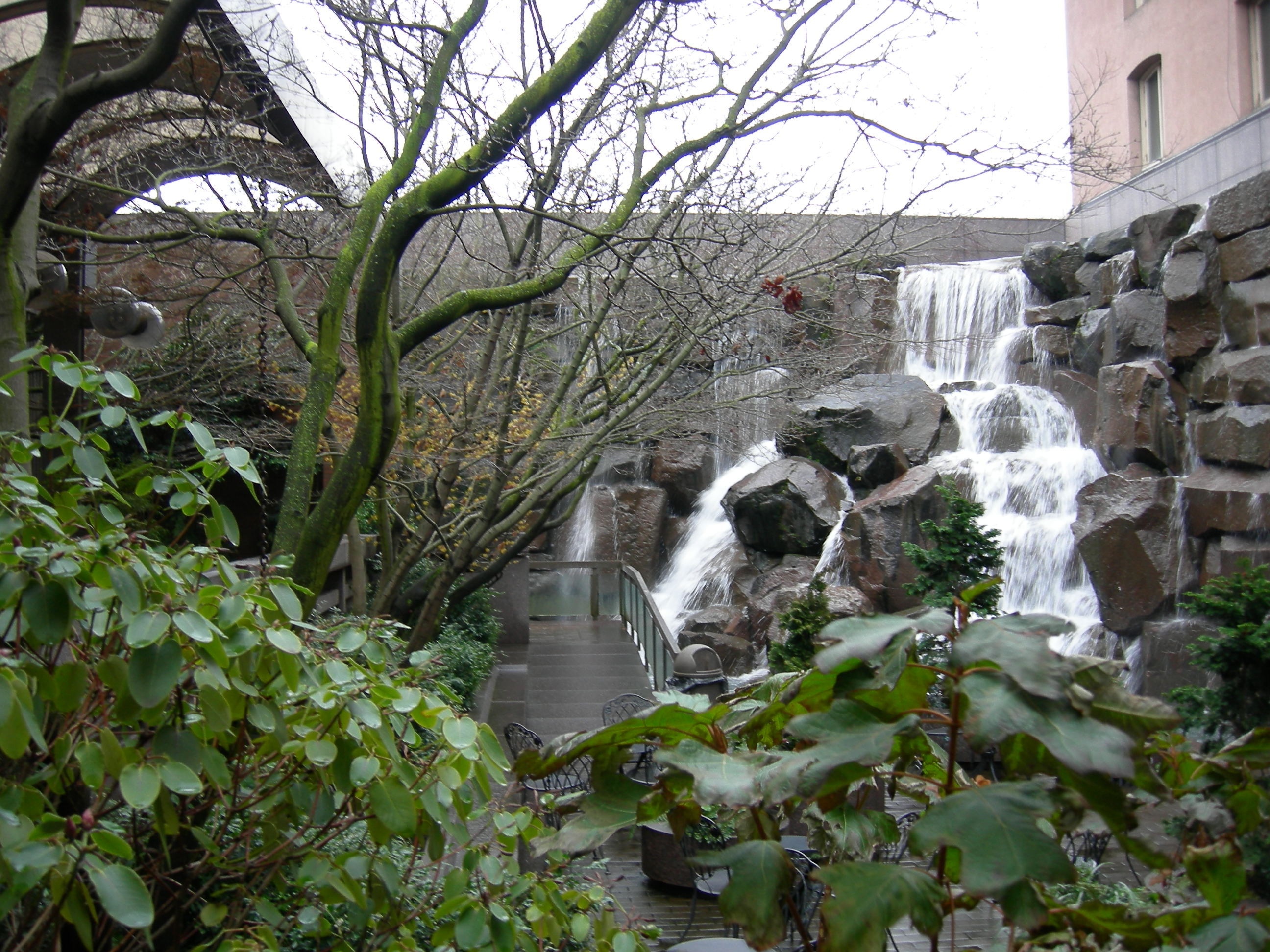
Waterfall Garden Park, Pioneer Square, Seattle, Washington

Un Parc de butxaca (pocket park en anglès), o mini parc, és un parc petit accessible per al públic. Els parcs de butxaca són construïts, moltes vegades, en parcel·les urbanes lliures o en petits terrenys irregulars. També poden ser creats com a component de l'ordenança d'espai públic com a requisit per als projectes arquitectònics de grans edificis.
Els parcs de butxaca poden ser urbans, suburbans o rurals, situats en espai públic o en terres privades. Tot i ser majoritàriament espais per exercir activitats físiques, alguns estan pensats per ser un espai verd, a l'aire lliure, on poder seure o convertir-se en espai de joc per a infants. Es poden trobar creats al voltant d'un monument o escultura.
Dins de les àrees més urbanitzades, com els centres de la ciutat, on el solar és molt car, els parcs de butxaca són l'alternativa per crear nous espais públics sense necessitar una reurbanització de gran escala. A diferència dels parcs grans, els parcs de butxaca algunes vegades es troben ballats per tal de ser tancats quan no són usats.
Un estudi elaborat en Greenville, Carolina del Sud, va concloure que l'existència de parcs de butxaca poden augmentar el valor de les cases i ajuda a la millora de la vida social de les cases veïnes.

## Arreu del món

### Austràlia

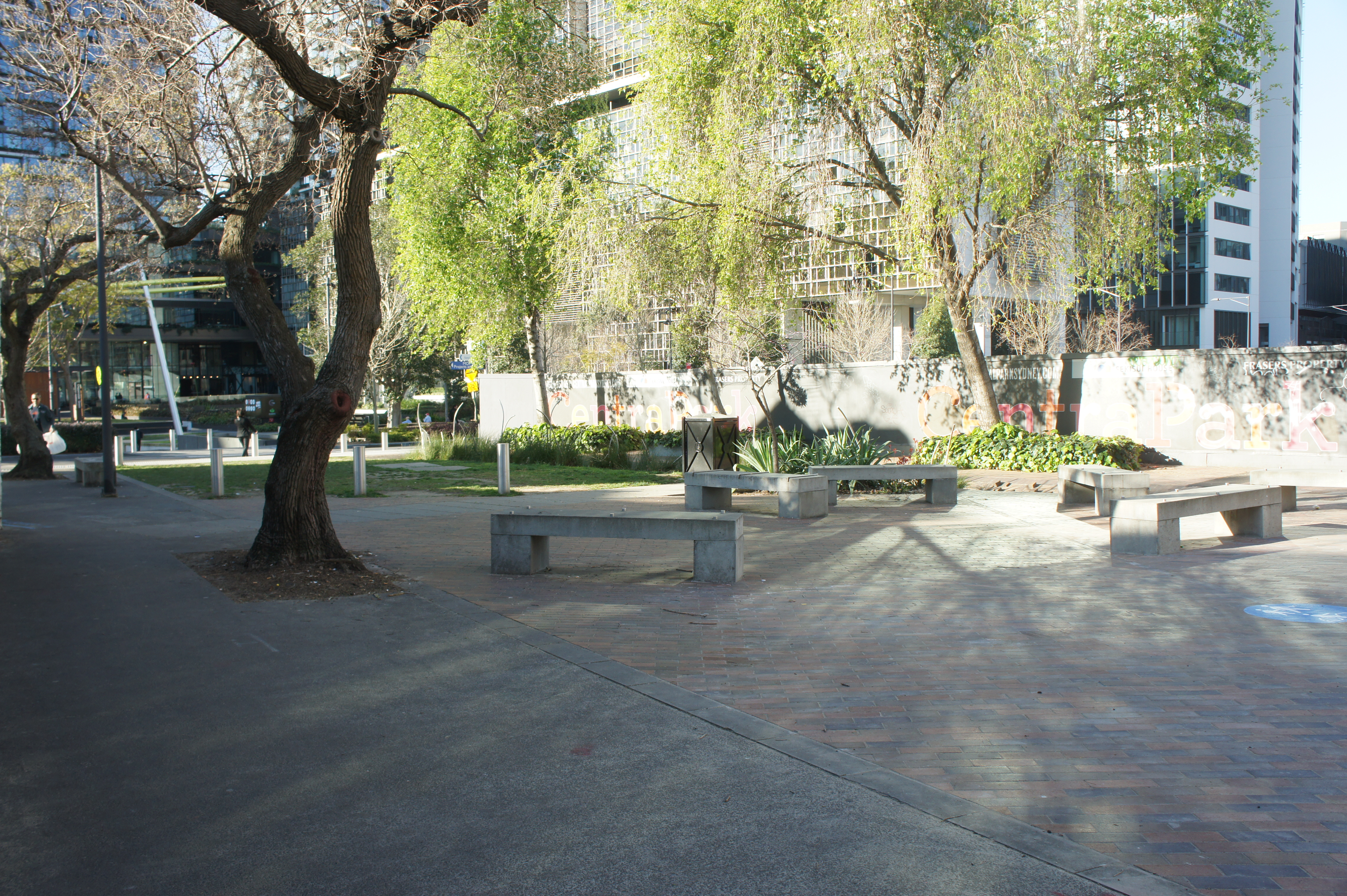
Balfour Street pocket park, Sydney

Els parcs de butxaca, com el Balfour Street Park, poden ser creats en petites zones de sòl públic.

### Xile
El primer parc de butxaca, o plaça de butxaca, construït a la ciutat de Santiago de Xile va ser creat al costat del Palacio de La Moneda en el carrer Morandé. Va ser una iniciativa del Departament d'Arquitectura del Ministeri d'Infraestructura Pública del Govern Regional de Santiago.

### Mèxic

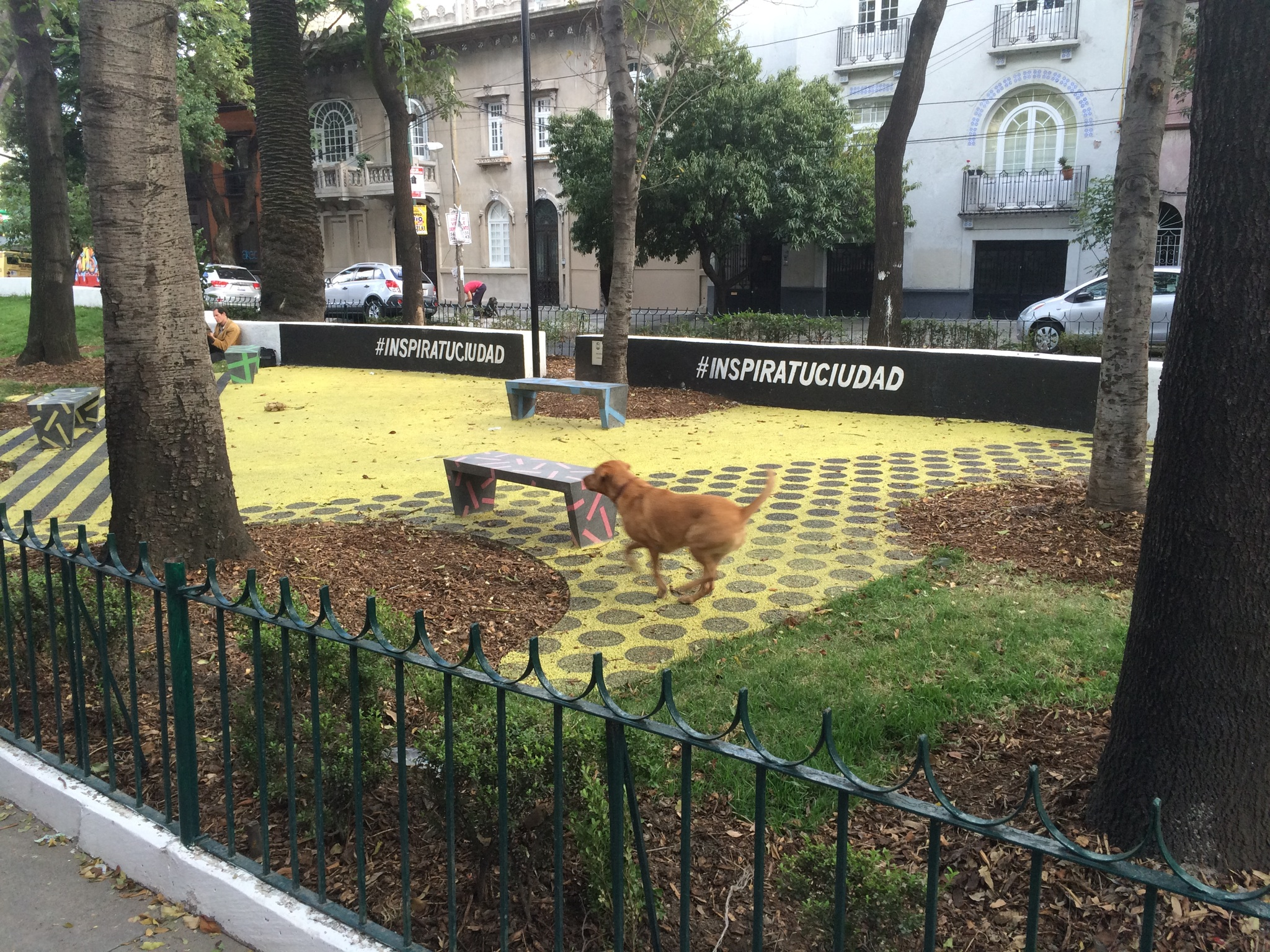
Jardín Edith Sánchez Ramírez, Ciutat de Mèxic

A la Ciutat de Mèxic, hi ha un programa municipal per crear fins a 150 parcs de butxaca de 400m2 o menys en terrenys vacants o inclús sobre terres que eren part d'una intersecció gran, com el Jardín Edith Sánchez Ramírez i el Condesa pocket park (Districte Federal).

### Regne Unit
A Anglaterra, es va plantejar el 1984 un projecte per implicar la comunitat local a la creació i administració de petits parcs, i s'han creat alguns a Northamptonshire.

### Estats Units
En Columbus, Ohio, Polaris Founder’s Park es va inaugurar el 2011, situant-hi una escultura d'art cinètic de 6 m d'altura.
En Los Angeles, on hi ha restriccions que requereixen que els infractors de sexe registrats no visquin a prop dels parcs, els oficials locals van plantejar la construcció de tres parcs de butxaca per reestructurar socialment una àrea específica.
Parcs de butxaca

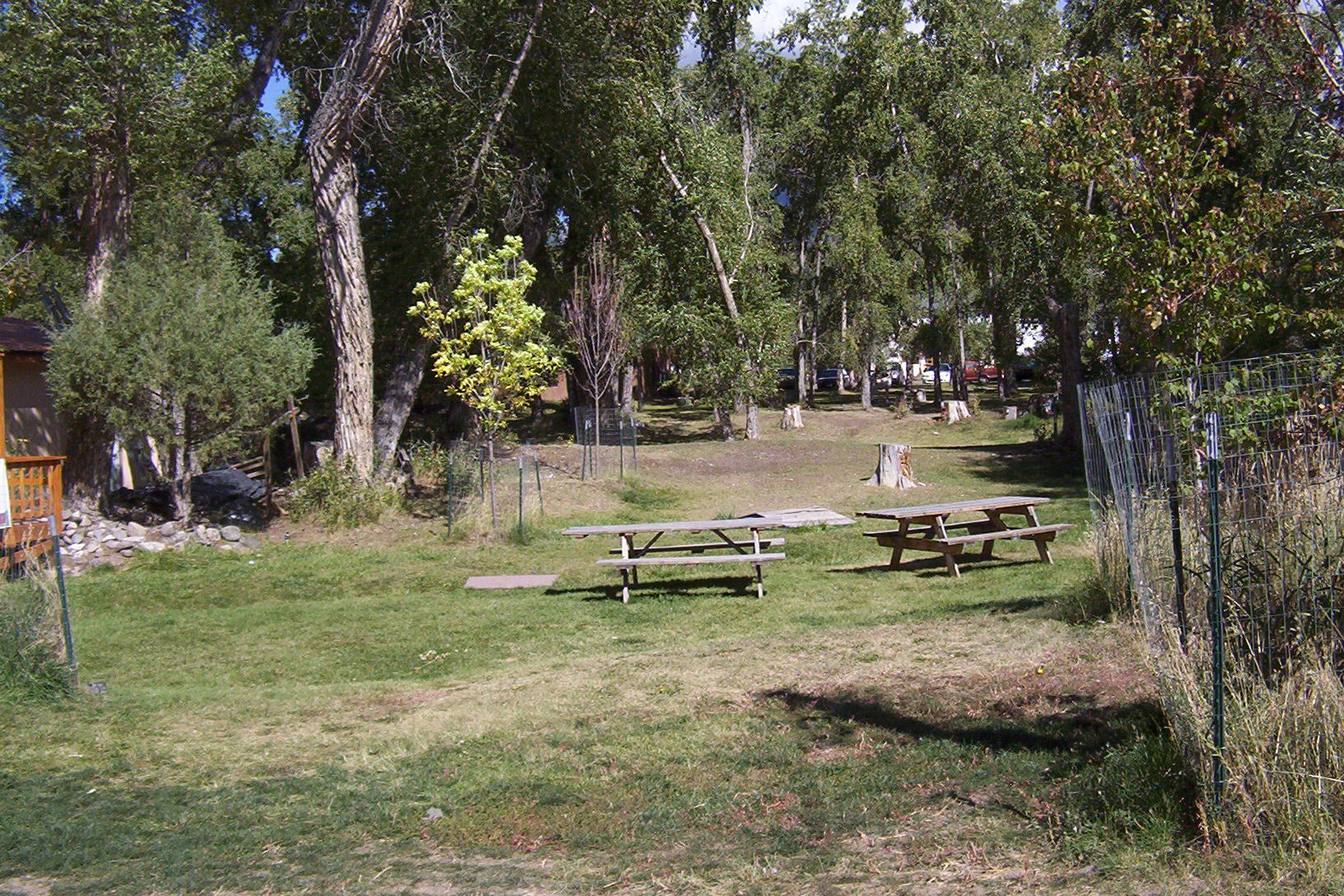
Little Pearl Park Crestone, Colorado, EUA
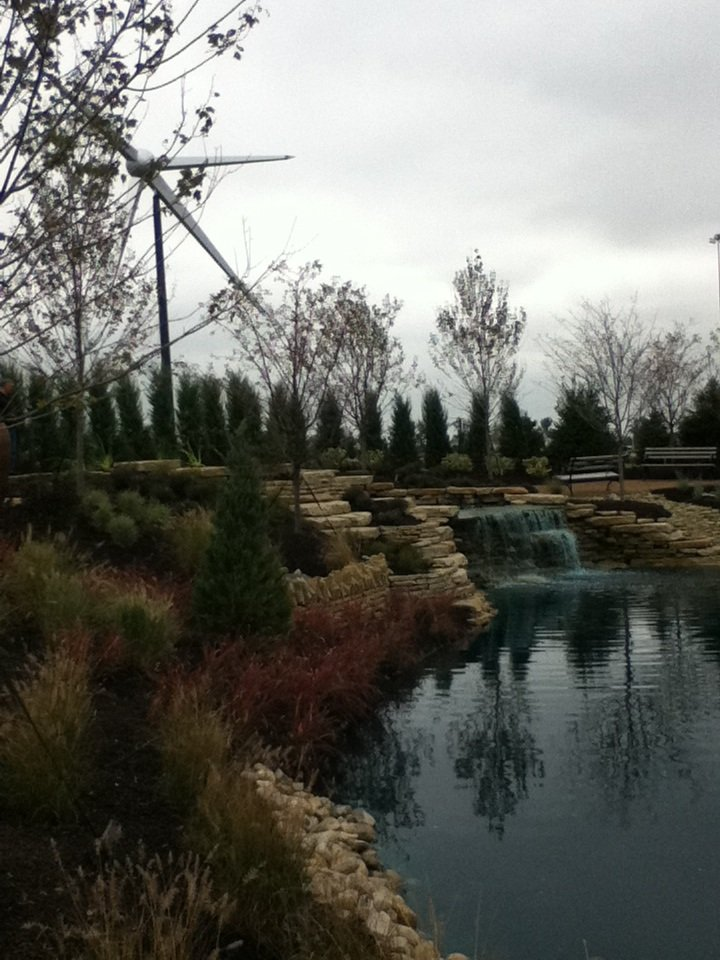
Founders Park Columbus, Ohio
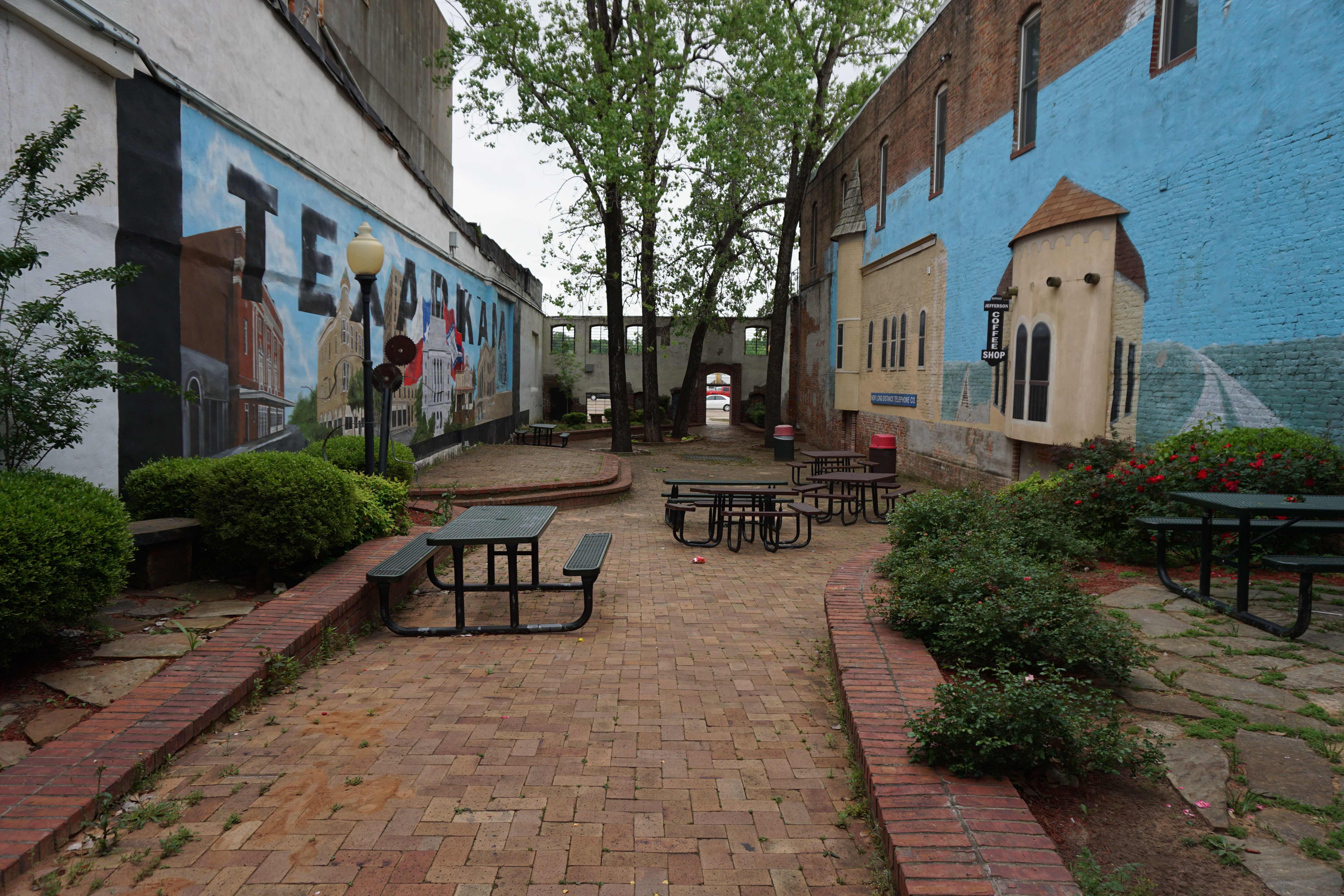
Broad Street Park Texarkana, Arkansas, EUA.
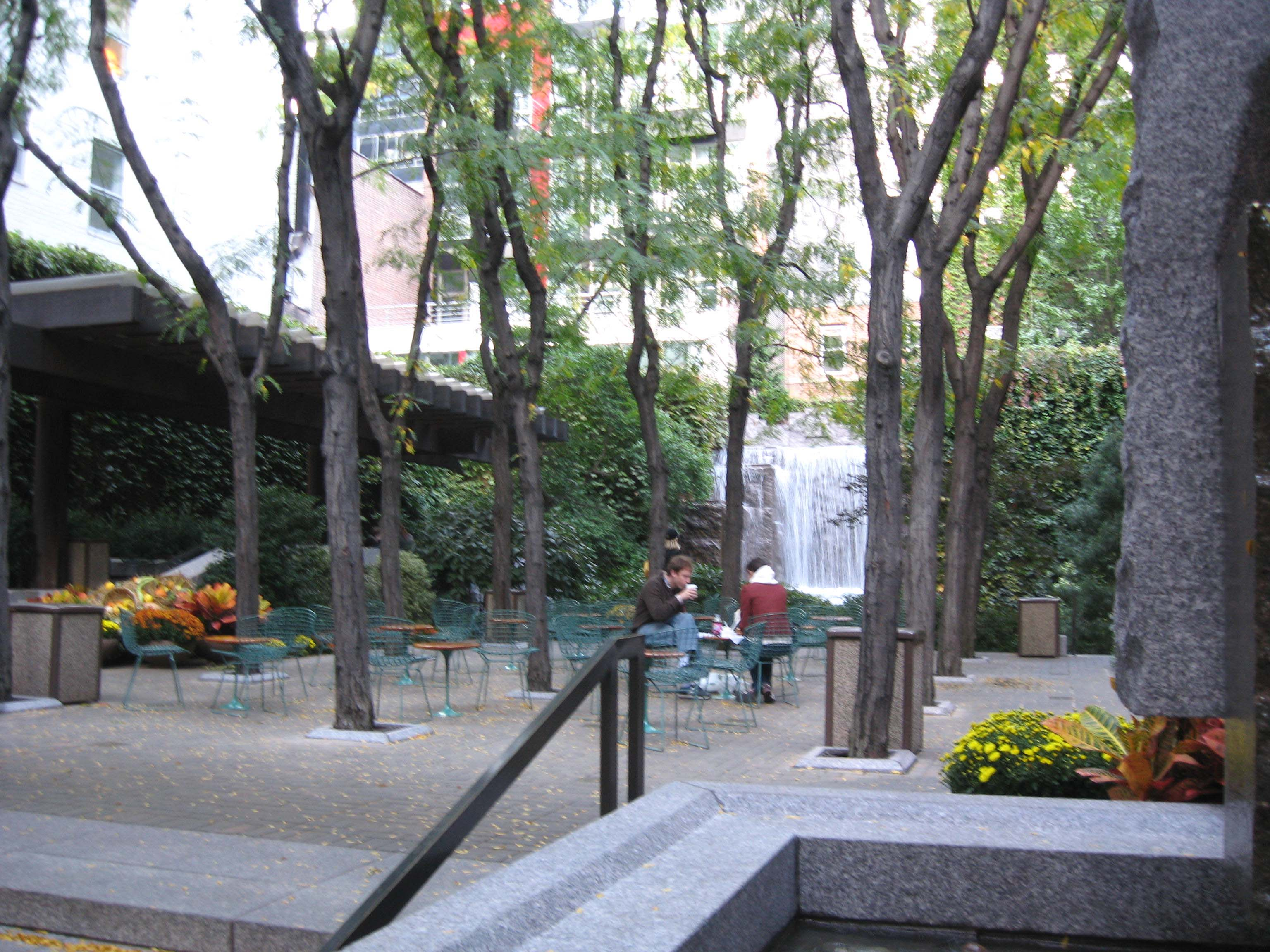
Greenacre Park, Nova York, EUA

### Canadà

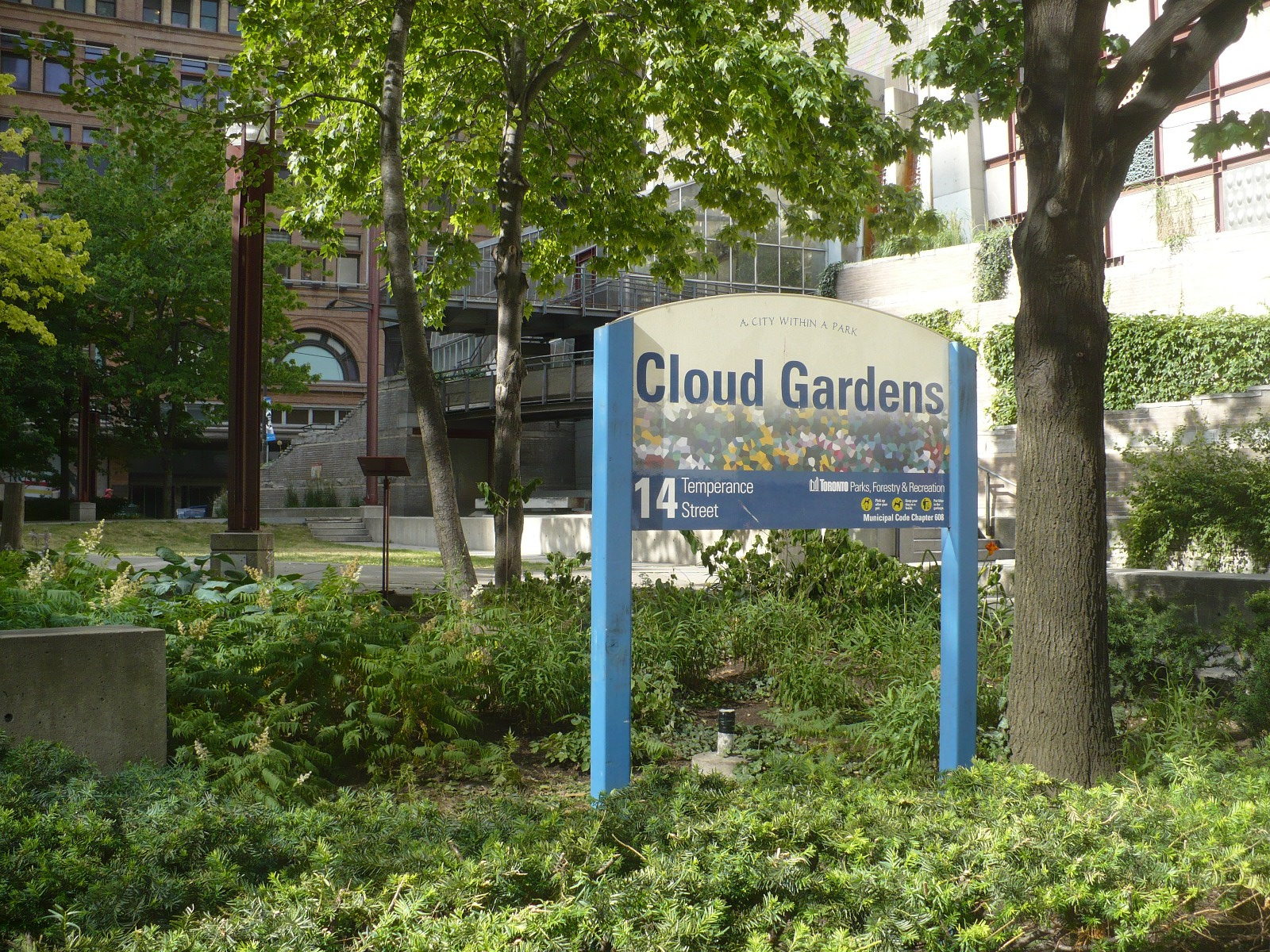
Cloud Gardens Toronto